# Transberingia bursifolia
Transberingia bursifolia är en korsblommig växtart som först beskrevs av Dc., och fick sitt nu gällande namn av Al-shehbaz och O'kane. Transberingia bursifolia ingår i släktet Transberingia och familjen korsblommiga växter.

## Underarter
Arten delas in i följande underarter:
- T. b. bursifolia
- T. b. virgata